# وهبی خزری
وهبی خزری (زاده ۸ فوریهٔ ۱۹۹۱) بازیکن فوتبال اهل تونس است.
وی در تیم ملی فوتبال تونس ۳۸ بازی انجام داده‌است.